# Мухарем Инџе
Мухарем Инџе (тур. Muharrem İnce; Јалова, 4. мај 1964) јесте турски политичар. Четири пута за редом 2002, 2007, 2011. и 2015. изабран је за посланика Републиканске народне партије у родном граду Јалова. Два термина је служио је као замјеник предсједника своје патрије.
Инџе се два пута кандидовао за предсједника патрије против тренутног предсједника Кемала Килицдароглуа: први пут у септембру 2014. године након што је партија изгубила на предсједничким изборима 18. августа 2014. године, а касније, у фебруару 2018. године. 4. маја 2018. године Републиканска народна партија га је званично прогласила за њиховог предсједничког кандидата на турским предсједничким изборима.

## Биографија
Инџе је рођен у селу Елмалик у покрајини Јалова као син Серифа и Зекије Инџе. Родитељи његовог оца потичу из Солуна у грчкој Македонији, његов дједа по мајци потиче из Ризе на Црноморској обали Анадолије. Дипломирао је физику на педагошком факултету, а касније је радио као наставник физике и директор школе. Радио је и као шеф прес службе фудбалског клуба Јаловаспор. Изабран је за председника Удружења Ататуркове мисли, то је секуларна организација која подржава идеје Мустафе Кемала Ататурка, оснивач модерне Турске. Ожењен је и има једно дијете.

## Политика
Инџе је познат у турској политици, као један од најгласнијих чланова опозиције, почев од 2002. године, против владајуће партије правде и развоја (АКП) Реџепа Тајипа Ердогана. Постао је познат захваљујући својим говорима који су стекли велику популарност на интернету.